# 단규
단규(段珪, ? ~ 189년)는 중국 후한 말의 정치가이다.

## 생애
십상시중의 하나였다. 정권의 혼란기에서 황제를 도와 황권을 강화하려 했으며, 대장군 하진을 제거했다.
십상시의 난 때 장양과 함께 황제였던 소제와 진류왕 유협을 데리고 도망갔으나 결국 하남의 중부연리 민공에게 붙잡혀 죽임을 당했다.